# 季霆剛
季霆剛（英語：Timothy Kwai，1983年—），香港政治人物及時事評論員。現為浙江省政協港澳台僑和外事委員會委員及全國港澳硏究會會員，曾任香港中央政策組非全職顧問，於中國內地多家學院及研究所擔任國際及港澳問題特約研究員。

## 生平
其畢業於英國埃塞克斯大學法律系及薩里大學管理系，畢業後加入泛民主派政黨公民黨，曾出任該黨九龍西支部秘書長。因其工於書法，匯賢智庫和公民黨總部以及梁家傑參與特首選舉時的墨寶均出自他手筆。
2007年末，季霆剛表示公民黨過分執著於意識形態之爭，眼見民建聯與內地有很好的關係，相信在民建聯有很好的發展空間，因此由泛民主派公民黨轉投建制派民建聯，但因其立場轉變過為戲劇性被稱為「新劉江華」。
2010年12月19日，季霆剛在《城市論壇》上揶揄涉嫌強姦的民主派人士任亮憲為情場禮義廉，現場即時有人拍手，又有人報以噓聲，因言論與論壇主題無關，被指離題、借題發揮，遭十多名對方支持者指罵。

## 著作
常於《頭條日報》、《輔仁媒體》、《經濟日報》等媒體撰文，並擔任新城電台節目《生活好國度》和商業電台節目《星火燎原》嘉賓主持。曾訪問個多位政客、領事及企業家，當中有著名投資者羅傑斯和福布斯。他大力支持香港政府發展伊斯蘭金融、新興市場金融和「一帶一路」市場，更著書《向伊斯蘭金融出發——轉進環球投資新秩序》。
2019年起，多就中美關係和兩岸問題於各大媒體撰文。現時其中外關係、兩岸關係政論文章多見於中、港、澳、台、新、馬來西亞和印尼媒體。
其亦為旅遊愛好者，曾遊歷世界多個國家及地區，包括歐洲、拉丁美洲、中亞、中東等，並有撰寫遊記。著作有《迷失中東》、《向薩拉熱窩出發》及《向哈薩克出發——尋找下一塊藍海金磚》等。